# Годзилла против Биолланте
Годзилла против Биолланте (яп. ゴジラVSビオランテ Годзира тай Биорантэ, англ. Godzilla vs. Biollante) — японский фантастический фильм, снятый режиссёром Кадзуки Омори, семнадцатый о динозавроподобном ящере Годзилле. В Японии фильм вышел в прокат 16 декабря 1989 года. В отличие от предшествующего фильма «Годзилла против Биолланте» не показывался в американских кинотеатрах. При бюджете фильма ¥700 млн (около $5 млн) сборы от проката составили ¥1,040 млрд ($7 млн).

## Сюжет

### Предыстория
Фильм начинается с показа моментов последнего появления Годзиллы. Опустошив Токио, Годзилла уходит и попадает в кратер вулкана. Весь мир облегчённо вздыхает — чудовище погибло, оставив, однако, свой след: восстановительные работы в городе будут длиться очень долго.

### Основной сюжет
Вместе со спасательными работами в Токио ведётся поиск живых клеток Годзиллы. Американской разведке удаётся добыть среди руин живую ткань, но секретному заданию мешает некий одиночка. Он крадёт клетки и увозит куда-то в Западную Азию (вымышленное государство Сарадия), для использования, как оказывается, для мирных целей: внедрить клетки Годзиллы ценным сортам растений, чтобы сделать их более устойчивыми к суровому климату. Эта работа поручена японскому генетику Сирагами. Он начинает работу, но однажды в его лаборатории происходит взрыв, и погибает его дочь Эрика. Огорчённый случившимся, Сирагами уезжает в Японию, но не оставляет работу над проектом.
Проходит пять лет, Сирагами выращивает гибрид, полученный скрещением клеток Годзиллы и розы. Обратившись за помощью к экстрасенсу Мики Саэгусе, Сирагами выясняет, что в этом существе живёт дух Эрики.
В это время учёные всего мира работают над созданием антиядерной бактерии. Полученный образец временно отдают Сирагами, однажды ночью его пытаются украсть два американских шпиона, но на них набрасывается нечто, похожее на растение. Это и есть Биолланте "легион "-гибрид Годзиллы и растения. Утром полиция обнаруживает на месте преступления погибшего шпиона и разломанную стену. Вскоре в расположенном недалеко озере появляется гигантское растение, похожее на розу, но с цепкими корнями и заметными челюстями в огромном бутоне на макушке. Это выросшая Биолланте.
В это время замешанные в поисках антиядерной бактерии представители некой американской корпорации угрожают взорвать бомбы около спящего Годзиллы, если им не передадут бактерии. Однако, в момент передачи бактерий американцев убивает агент из Сарадии, что приводит к взрыву и пробуждению Годзиллы. По вычислениям его траектории движения выясняется, что его интересуют атомные электростанции на побережье. Саэгуса решает отправиться на пересечение пути Годзиллы и заставляет его изменить направление своей телепатией.
Правительство решает использовать против Годзиллы уникальное оружие Супер X 2, сделанный из остатков первого Супер X, снабжённое алмазным зеркалом, способным отражать поток атомной энергии, а также возможностью управления без пилотов. Также оно может стрелять ракетами. На какое-то время Годзиллу удаётся задержать, но по непредвиденным обстоятельствам зеркало портится, и Супер Х 2 забирают на ремонт.
Годзилла выходит на сушу и направляется к озеру с Биолланте. Начинается схватка: Биолланте использует свои корни с зубастыми захватами, но Годзилла сжигает их своим лучом. Получив серьёзные ранения, Биолланте рассыпается на тысячи частиц и улетучивается.
Годзилла направляется в Осаку, там против него снова выставляют Супер Х, а также применяют антиядерную бактерию. Супер Х окончательно ломается, а бактерия почему-то не действует. Монстр продолжает разрушать всё на своём пути, потом возвращается к морю, где неожиданно из облака с активными частицами появляется Биолланте. Теперь у неё вместо бутона огромная пасть, похожая на крокодилью, и она уже может передвигаться. После короткой схватки Годзилла чувствует слабость — высокая температура приводит в действие антиядерную бактерию в его организме. Потеряв силы, Годзилла падает в океан.
На наблюдавшего за этим Сирагами нападает террорист, укравший в начале фильма клетки Годзиллы. За ним пускается в погоню сотрудник учёного Кирисима, он расправляется с ним.
В конце фильма из океана поднимается Годзилла — вода охладила его температуру. Монстр разворачивается и уплывает.

## В главных ролях
| Актёр             | Роль                      |
| ----------------- | ------------------------- |
| Кодзи Такахаси    | доктор Гэнъитиро Сирагами |
| Кунихико Митамура | Кадзухито Кирисима        |
| Мэгуми Одака      | Мики Саэгуса              |
| Ясуко Савагути    | Эрика Сирагами            |
| Масанобу Такасима | майор Сё Куроки           |
| Ясунори Югэ       | премьер-министр           |
| Кэмпатиро Сацума  | Годзилла                  |
| Демон Когурэ      | камео                     |

## История создания
Сценарий фильма является результатом коллективного сотрудничества множества людей. Изначально «Toho» планировала выпустить фильм ещё в декабре 1986 года, поэтому осенью 1985 года организовала конкурс на сценарий фильма среди сценаристов и фанатов Годзиллы. Из 5024 заявок в финал прошли 10 сценариев, из которых по кусочкам был собран итоговый сценарий. Перенос был вызван тем, что выпущенный 1986 году в японский кинопрокат фильм «Кинг-Конг жив» вызвал такую негативную реакцию, что «Toho» от греха подальше решили отложить производство. Съёмки начались только в начале августа 1989 года и закончились в конце ноября.
Изначально, Сирагами должен был создать Дьюталиоса — гибрида крысы и рыбы, с которым быстро должен был расправиться Годзилла. Этот момент был заменён на сражение с Супер X 2 и Биолланте. Также были добавлены сцены перевоплощения монстра и её связь с Эрикой. Также по различным наброскам сценария было несколько вариантов конца фильма — Биолланте могла умереть или же убить Годзиллу.

## Зарубежный прокат фильма
После релиза фильма в Японии, кинокомпания Toho показала его в Гонконге, в дублированном виде на английском языке. Эта международная версия фильма была выпущена в США в 1992 году. В 1994 году фильм был показан в полудублированном виде в России. В 2012 году фильм вышел на DVD и Blu-Ray.

## Влияние фильма
- Эпизод фильма присутствует в фильме Марс атакует!.
- Биолланте появлялась на экранах после своего первого появления всего один раз — во флешбеке в фильме «Годзилла против Космического Годзиллы». Но она присутствует в играх Super Godzilla (1993) и Godzilla: Monster War (1994).
- Доктор Сирагами появляется в игре Godzilla: Unleashed (2007).

## Критика
Фильм получил в основном положительные отзывы. На агрегаторе рецензий Rotten Tomatoes у фильма 70 % положительных оценок.